# Casa Stark

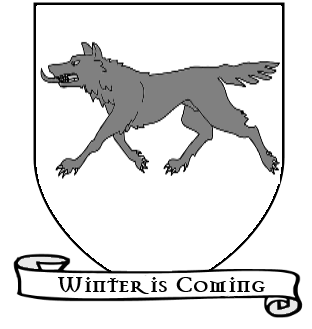
Se acerca el invierno Interpretación libre.

La casa Stark es una familia noble ficticia que forma parte de la saga de literatura de fantasía medieval Canción de hielo y fuego, creada por el escritor estadounidense George R. R. Martin. Varios de los personajes principales de la saga son miembros de esta familia. Su fundador fue Brandon Stark hace miles de años, apodado "Brandon el constructor".
Es la principal casa nobiliaria del Norte de Poniente y cuenta con muchas casas vasallas. Su fortaleza es Invernalia, su blasón un lobo huargo cenizo pasante sobre campo de plata, y su lema es: «el invierno se acerca».
Para el momento del comienzo de las novelas, la casa Stark y sus vasallos forman parte de cerca de la mitad de la expansión territorial de Poniente, aunque gran parte de estas tierras se encuentran habitadas esporádicamente y se encuentran mayormente aislados de las regiones del Sur gracias a los pantanos del Cuello.

## Historia
Los Stark son los descendientes de Brandon el Constructor, un personaje legendario que vivió durante la Edad de los Héroes, hace miles de años, y que construyó Invernalia, Bastión de Tormentas y el Muro. Los Stark fueron los Reyes de Invernalia en el Norte desde la Edad de los Héroes con Brandon el Constructor hasta el sometimiento de Torrhen Stark a Aegon el Conquistador, al final de la Guerra de la Conquista. Desde entonces los Stark han mantenido el Norte para los reyes de Poniente como Señores de Invernalia y Guardianes del Norte.
Durante milenios, los Stark gobernaron el Norte como los Reyes en el Norte. En esta época, los Stark lograron someter a la Casa Bolton de Fuerte Terror que se negaba a rendir vasallaje a los Stark de Invernalia, aunque éstos se rebelarían hasta en dos ocasiones, siendo sometidos unos 1000 años antes del inicio de la saga Canción de hielo y fuego. El rey Jon Stark expulsó a los piratas de la desembocadura del río Cuchillo Blanco, entregando el señorío a la Casa Manderly, una casa exiliada de El Dominio. También conquistaron la región de El Cuello cuando vencieron al último Rey del Pantano y entregaron su señorío a la Casa Reed. Durante este tiempo los Stark resistieron el avance de los Ándalos que habían derrotado a los Primeros Hombres y conquistado la mayoría de los Siete Reinos, exceptuando el Norte y Dorne, gracias a su dominio sobre El Cuello y sus impenetrables pantanos.
Debido a que el Norte nunca tuvo la influencia de los Ándalos, los norteños mantuvieron la cultura de los Primeros Hombres y conservaron la religión de los Antiguos Dioses. Los norteños se distinguen por tener un carácter más cerrado e introvertido que el resto de habitantes de Poniente, acostumbrados a tener un modo de vida más austero y con el inconveniente del duro clima del Norte. Una de las costumbres de los norteños es la de no poseer casas de caballería debido a que no poseen la tradición de otorgar el título de ser.
El reinado de los Stark sobre el Norte terminó con la llegada de Aegon el Conquistador. Aegon ya había conquistado todos los Siete Reinos exceptuando Dorne y había puesto sus miras en el Norte. El rey Torrhen Stark dirigió un ejército hasta El Cuello esperando detener a los Targaryen igual que los Stark habían detenido el avance de los Ándalos durante decenas de siglos. Pero al observar el inmenso ejército de Aegon y sus dragones, el rey Torrhen decidió hincar la rodilla y jurarle lealtad, permitiéndole Aegon conservar el señorío sobre Invernalia y nombrándole Guardián del Norte. A partir de ese momento, el rey Torrhen Stark fue conocido como «El Rey que se Arrodilló».
Cuando estalló la Danza de los Dragones, los Stark apoyaron la pretensión de Rhaenyra Targaryen debido a que Lord Cregan Stark era amigo personal del príncipe Jacaerys Velaryon, hijo de Rhaenyra.
Unos cien años después, Lord Beron Stark tuvo que combatir una rebelión de la Casa Greyjoy contra el Trono de Hierro. Lord Beron sucumbió debido a las heridas recibidas y se desató una auténtica lucha de sucesión por el señorío de Invernalia entre las mujeres Stark y sus descendientes.
Durante el reinado de Aerys II Targaryen, Lord Rickard Stark pactó el matrimonio de su hijo mayor Brandon con Catelyn Tully, la primogénita de Lord Hoster Tully, y el de su hija Lyanna con Robert Baratheon, el señor de la Casa Baratheon. Dichos matrimonios tenían por objetivo afianzar las alianzas con las casas sureñas. Pero durante un torneo en Harrenhal, el príncipe Rhaegar Targaryen coronó como Reina del Amor y la Belleza a Lyanna y poco después la "secuestró". Brandon acudió a Desembarco del Rey a exigir justicia al rey Aerys demandando que Rhaegar respondiera por su crimen, pero el rey Aerys arrestó a Brandon y ordenó a su padre que acudiera a la capital para responder por su hijo. Lord Rickard llegó acompañado de algunos leales y demandó un juicio por combate presentándose como su campeón, el rey Aerys accedió pero respondió que el fuego valyrio sería el campeón de la Casa Targaryen. Lord Rickard fue suspendido sobre una hoguera mientras descendía lentamente sobre ella a la vez que Brandon era colocado en un artefacto que le estrangulaba poco a poco cuando trataba de alcanzar una espada que estaba en el suelo para salvar a su padre. Ambos murieron y después Aerys demandó las cabezas del nuevo Señor de Invernalia, Eddard Stark, y de Robert Baratheon, el prometido de Lyanna. Jon Arryn, que era su tutor en el Nido de Águilas, se negó a hacerlo y Eddard y Robert convocaron a sus vasallos en un levantamiento contra el Trono de Hierro al que se sumaron los Tully y los Arryn. En la llamada Rebelión de Robert, Eddard comandó a las tropas norteñas en apoyo de la pretensión de Robert Baratheon al Trono de Hierro. Tras la muerte del rey Aerys y la subida al trono de Robert, Eddard acudió a un lugar llamado Torre de la Alegría, en Dorne, donde se hallaba prisionera Lyanna Stark. Eddard eliminó a los miembros de la Guardia Real que la custodiaban, pero ya era demasiado tarde, y Lyanna murió en brazos de Eddard tras arrancarle una misteriosa promesa.

## Invernalia

### Historia
Invernalia es el asentamiento ancestral de la Casa Stark y principal bastión en el Norte.
Según cuenta la leyenda, Invernalia fue construida hace 8.000 años por Brandon el Constructor, quien también construyó el Muro con ayuda de la magia de los Hijos del Bosque y Gigantes, y fundó el linaje de la Casa Stark. En Invernalia reinaron todos los sucesivos Reyes en el Norte, y tras la conquista de Aegon gobernaron el Norte desde Invernalia como Guardianes del Norte.
El rey Robert Baratheon visita Invernalia para nombrar como Mano del Rey a Lord Eddard Stark, su viejo amigo de juventud. Es allí donde Bran Stark sufre una caída desde uno de los torreones a mano de Jaime Lannister. Después, la Torre de la Biblioteca es incendiada por un sicario que intentó asesinar a Bran, quien aún estaba inconsciente por la caída, pero su lobo huargos lo defendió. Robb Stark queda al mando de Invernalia tras la marcha de su padre. Cuando Lord Eddard es arrestado y después ejecutado por orden del nuevo rey Joffrey Baratheon, Robb convoca a sus abanderados y parte al sur dejando Invernalia en manos de Bran.
Bran ejerce como Señor de Invernalia en funciones asesorado por el castellano Ser Rodrik Cassel y por el maestre Luwin. Pero Theon Greyjoy, que había sido pupilo de Lord Eddard, traiciona a Robb y a la familia Stark y asalta Invernalia aprovechando que estaba desguarecida, toma a los pequeños Bran y Rickon Stark como rehenes y después finge ejecutarlos. Ser Rodrik Cassel reúne un ejército para recuperar el bastión pero es atacado y asesinado por hombres de la Casa Bolton al mando de Ramsay Nieve, que toman Invernalia y la queman hasta los cimientos.
Robb Stark, antes de ser asesinado en los sucesos de la Boda Roja, decide nombrar a su medio-hermano Jon Nieve como heredero del señorío de Invernalia en caso de su muerte sin descendientes. La muerte de Robb y la desaparición de Bran y Rickon dejan a Invernalia sin heredero por vía masculina. Las posteriores desapariciones de Sansa y de Arya hacen que muchos piensen que el linaje de los Stark ha desaparecido.
Roose Bolton, que ha sido nombrado nuevo Guardián del Norte por el Trono de Hierro, marcha a Invernalia a tomar posesión de su nuevo título junto a su hijo bastardo legítimado, Ramsay. Lord Roose ordena que Invernalia sea reconstruida, instalándose en ella Ramsay con su nueva esposa, "Arya Stark", quien en realidad es la joven Jeyne Poole a quien hacen pasar por Arya como una forma de legitimar el nuevo gobierno de los Bolton sobre el Norte y sobre Invernalia.

### Características
Invernalia es una fortaleza de grandes dimensiones situada muy cerca del Camino Real que lleva hasta Desembarco del Rey.
La fortaleza está rodeada de una doble muralla de granito con un foso entre ambas, la primera muralla tiene unos 25 metros de altura y la segunda unos 30. Invernalia está situada sobre una colina y en terreno desnivelado, lo que hace que los edificios estén construidos a diferentes alturas. Los edificios están construidos en granito y están conectados por una red de tuberías de aguas termales que mantienen al bastión siempre caliente.
Los distintos aposentos son los siguientes:
- Bosque de dioses: Según cuenta la leyenda posee 10 000 años de historia y tiene una longitud de tres acres. A su alrededor se edificó la fortaleza de Invernalia y en el centro posee un arciano junto a un lago.

- Cripta: Una cripta situada bajo unos peldaños donde están enterrados todos los Stark. Fría y húmeda, cada tumba posee una estatua sentada en un trono contra la pared, y en el caso de los señores de Invernalia, con una espada en el regazo.

- Gran Salón: Donde se encuentra el salón del trono de los antiguos Reyes en el Norte, un trono de piedra con los brazos tallados en forma de lobo huargo.

- Gran Torreón: Donde están situados los aposentos señoriales y de su familia.

- Torre de la biblioteca: Donde se sitúa la biblioteca de Invernalia, que cuenta con miles de años de historia y volúmenes de valor incalculable.

- Torre del maestre: Lugar donde habita el maestre de Invernalia y donde se sitúan las pajareras.

A las afueras del bastión se halla un asentamiento llamado Pueblo de Invernalia, un lugar con casas de madera y piedra que se suele llenar en invierno cuando los campesinos buscan refugio contra el frío.

## Árbol genealógico
|  |  |         |         |         |         |         |         |  |  |        |        |        |        |         |         |         |         |             |             |             |             |               |               |               |               |               |               |      |      |        |        |        |        |         |         |         |         |         |         |         |         |         |         |        |        |        |        |  |  |               |               |               |               |               |               |         |         |                |                |                |                |                   |                   |                   |                   |                   |                   |
|  |  |         |         |         |         |         |         |  |  |        |        |        |        |         |         |         |         |             |             |             |             |               |               |               |               |               |               |      |      |        |        |        |        |         |         |         |         |         |         |         |         |         |         |        |        |        |        |  |  |               |               |               |               |               |               |         |         |                |                |                |                |                   |                   |                   |                   |                   |                   |
|  |  |         |         |         |         |         |         |  |  |        |        |        |        |         |         |         |         |             |             |             |             |               |               |               |               |               |               |      |      |        |        |        |        |         |         |         |         |         |         |         |         |         |         |        |        |        |        |  |  |               |               |               |               |               |               |         |         |                |                |                |                |                   |                   |                   |                   |                   |                   |
|  |  |         |         |         |         |         |         |  |  | Edwyle | Edwyle | Edwyle | Edwyle | Edwyle  | Edwyle  |         |         | Marna Locke | Marna Locke | Marna Locke | Marna Locke | Marna Locke   | Marna Locke   |               |               |               |               |      |      |        |        |        |        |         |         |         |         |         |         |         |         |         |         |        |        |        |        |  |  | Jocelyn Stark | Jocelyn Stark | Jocelyn Stark | Jocelyn Stark | Jocelyn Stark | Jocelyn Stark |         |         | Benedict Royce | Benedict Royce | Benedict Royce | Benedict Royce | Benedict Royce    | Benedict Royce    |                   |                   |                   |                   |
|  |  |         |         |         |         |         |         |  |  | Edwyle | Edwyle | Edwyle | Edwyle | Edwyle  | Edwyle  |         |         | Marna Locke | Marna Locke | Marna Locke | Marna Locke | Marna Locke   | Marna Locke   |               |               |               |               |      |      |        |        |        |        |         |         |         |         |         |         |         |         |         |         |        |        |        |        |  |  | Jocelyn Stark | Jocelyn Stark | Jocelyn Stark | Jocelyn Stark | Jocelyn Stark | Jocelyn Stark |         |         | Benedict Royce | Benedict Royce | Benedict Royce | Benedict Royce | Benedict Royce    | Benedict Royce    |                   |                   |                   |                   |
|  |  |         |         |         |         |         |         |  |  |        |        |        |        |         |         |         |         |             |             |             |             |               |               |               |               |               |               |      |      |        |        |        |        |         |         |         |         |         |         |         |         |         |         |        |        |        |        |  |  |               |               |               |               |               |               |         |         |                |                |                |                |                   |                   |                   |                   |                   |                   |
|  |  |         |         |         |         |         |         |  |  |        |        |        |        | Rickard | Rickard | Rickard | Rickard | Rickard     | Rickard     |             |             | Lyarra Stark  | Lyarra Stark  | Lyarra Stark  | Lyarra Stark  | Lyarra Stark  | Lyarra Stark  |      |      |        |        |        |        |         |         |         |         |         |         |         |         |         |         |        |        |        |        |  |  |               |               |               |               |               |               |         |         |                |                |                |                |                   |                   |                   |                   |                   |                   |
|  |  |         |         |         |         |         |         |  |  |        |        |        |        | Rickard | Rickard | Rickard | Rickard | Rickard     | Rickard     |             |             | Lyarra Stark  | Lyarra Stark  | Lyarra Stark  | Lyarra Stark  | Lyarra Stark  | Lyarra Stark  |      |      |        |        |        |        |         |         |         |         |         |         |         |         |         |         |        |        |        |        |  |  |               |               |               |               |               |               |         |         |                |                |                |                |                   |                   |                   |                   |                   |                   |
|  |  |         |         |         |         |         |         |  |  |        |        |        |        |         |         |         |         |             |             |             |             |               |               |               |               |               |               |      |      |        |        |        |        |         |         |         |         |         |         |         |         |         |         |        |        |        |        |  |  |               |               |               |               |               |               |         |         |                |                |                |                |                   |                   |                   |                   |                   |                   |
|  |  |         |         |         |         |         |         |  |  |        |        |        |        |         |         |         |         |             |             |             |             |               |               |               |               |               |               |      |      |        |        |        |        |         |         |         |         |         |         |         |         |         |         |        |        |        |        |  |  |               |               |               |               | 3 Hijas       | 3 Hijas       | 3 Hijas | 3 Hijas | 3 Hijas        | 3 Hijas        |                |                | Señores del Valle | Señores del Valle | Señores del Valle | Señores del Valle | Señores del Valle | Señores del Valle |
|  |  |         |         |         |         |         |         |  |  |        |        |        |        |         |         |         |         |             |             |             |             |               |               |               |               |               |               |      |      |        |        |        |        |         |         |         |         |         |         |         |         |         |         |        |        |        |        |  |  |               |               |               |               | 3 Hijas       | 3 Hijas       | 3 Hijas | 3 Hijas | 3 Hijas        | 3 Hijas        |                |                | Señores del Valle | Señores del Valle | Señores del Valle | Señores del Valle | Señores del Valle | Señores del Valle |
|  |  | Brandon | Brandon | Brandon | Brandon | Brandon | Brandon |  |  |        |        |        |        |         |         |         |         |             |             |             |             | Benjen        | Benjen        | Benjen        | Benjen        | Benjen        | Benjen        |      |      | Lyanna | Lyanna | Lyanna | Lyanna | Lyanna  | Lyanna  |         |         | Rhaegar | Rhaegar | Rhaegar | Rhaegar | Rhaegar | Rhaegar |        |        |        |        |  |  |               |               |               |               |               |               |         |         |                |                |                |                |                   |                   |                   |                   |                   |                   |
|  |  | Brandon | Brandon | Brandon | Brandon | Brandon | Brandon |  |  |        |        |        |        |         |         |         |         |             |             |             |             | Benjen        | Benjen        | Benjen        | Benjen        | Benjen        | Benjen        |      |      | Lyanna | Lyanna | Lyanna | Lyanna | Lyanna  | Lyanna  |         |         | Rhaegar | Rhaegar | Rhaegar | Rhaegar | Rhaegar | Rhaegar |        |        |        |        |  |  |               |               |               |               |               |               |         |         |                |                |                |                |                   |                   |                   |                   |                   |                   |
|  |  |         |         |         |         |         |         |  |  |        |        |        |        |         |         |         |         |             |             |             |             |               |               |               |               |               |               |      |      |        |        |        |        |         |         |         |         |         |         |         |         |         |         |        |        |        |        |  |  |               |               |               |               |               |               |         |         |                |                | Descendencia   |                |                   |                   |                   |                   |                   |                   |
|  |  |         |         |         |         |         |         |  |  |        |        |        |        |         |         |         |         |             |             |             |             |               |               |               |               |               |               |      |      |        |        |        |        | Aegon   |         |         |         |         |         |         |         |         |         |        |        |        |        |  |  |               |               |               |               |               |               |         |         |                |                |                |                |                   |                   |                   |                   |                   |                   |
|  |  |         |         |         |         |         |         |  |  |        |        |        |        | Eddard  | Eddard  | Eddard  | Eddard  | Eddard      | Eddard      |             |             | Catelyn Tully | Catelyn Tully | Catelyn Tully | Catelyn Tully | Catelyn Tully | Catelyn Tully |      |      |        |        |        |        |         |         |         |         |         |         |         |         |         |         |        |        |        |        |  |  |               |               |               |               |               |               |         |         |                |                |                |                |                   |                   |                   |                   |                   |                   |
|  |  |         |         |         |         |         |         |  |  |        |        |        |        | Eddard  | Eddard  | Eddard  | Eddard  | Eddard      | Eddard      |             |             | Catelyn Tully | Catelyn Tully | Catelyn Tully | Catelyn Tully | Catelyn Tully | Catelyn Tully |      |      |        |        |        |        |         |         |         |         |         |         |         |         |         |         |        |        |        |        |  |  |               |               |               |               |               |               |         |         |                |                |                |                |                   |                   |                   |                   |                   |                   |
|  |  |         |         |         |         |         |         |  |  |        |        |        |        |         |         |         |         |             |             |             |             |               |               |               |               |               |               |      |      |        |        |        |        |         |         |         |         |         |         |         |         |         |         |        |        |        |        |  |  |               |               |               |               |               |               |         |         |                |                |                |                |                   |                   |                   |                   |                   |                   |
|  |  |         |         |         |         |         |         |  |  |        |        |        |        |         |         |         |         |             |             |             |             |               |               |               |               |               |               |      |      |        |        |        |        |         |         |         |         |         |         |         |         |         |         |        |        |        |        |  |  |               |               |               |               |               |               |         |         |                |                |                |                |                   |                   |                   |                   |                   |                   |
|  |  |         |         |         |         |         |         |  |  |        |        |        |        |         |         |         |         |             |             |             |             |               |               |               |               |               |               |      |      |        |        |        |        |         |         |         |         |         |         |         |         |         |         |        |        |        |        |  |  |               |               |               |               |               |               |         |         |                |                |                |                |                   |                   |                   |                   |                   |                   |
|  |  |         |         |         |         |         |         |  |  |        |        |        |        |         |         |         |         |             |             |             |             |               |               |               |               |               |               |      |      |        |        |        |        |         |         |         |         |         |         |         |         |         |         |        |        |        |        |  |  |               |               |               |               |               |               |         |         |                |                |                |                |                   |                   |                   |                   |                   |                   |
|  |  |         |         |         |         |         |         |  |  | Robb   | Robb   | Robb   | Robb   | Robb    | Robb    |         |         | Sansa       | Sansa       | Sansa       | Sansa       | Sansa         | Sansa         |               |               | Arya          | Arya          | Arya | Arya | Arya   | Arya   |        |        | Brandon | Brandon | Brandon | Brandon | Brandon | Brandon |         |         | Rickon  | Rickon  | Rickon | Rickon | Rickon | Rickon |  |  |               |               |               |               |               |               |         |         |                |                |                |                |                   |                   |                   |                   |                   |                   |

## Miembros

### Rickon Stark
Rickon Stark es el hijo más pequeño de Eddard Stark y Catelyn Tully. Tiene sólo cinco años cuando la saga comienza. Rickon es de naturaleza agresiva y cuenta con mucha fuerza de voluntad, pero su juventud hace difícil que pueda sobrellevar los terribles cambios que llegan a su familia y a su vida. Su lobo huargo se llama Peludo.
Poco después de la ejecución de Eddard Stark en Desembarco del Rey, tanto Bran como Rickon tuvieron una visión que mostraba el espíritu de su padre en las criptas de Invernalia. La confusión que provocó la muerte de Eddard sacudió a su familia, y Rickon quedó muy desatendido, ya que su hermano mayor y su madre habían partido a la guerra y sus hermanas estaban retenidas en Desembarco del Rey. Solo, con su hermano lisiado en Invernalia, Rickon desarrolló un temperamento rebelde y con frecuencia violento. Su miedo y su furia se reflejaron en su lobo huargo, Peludo. En varias ocasiones, el lobo huargo de Bran (Verano) se vio obligado a pelear contra Peludo para mantenerlo a raya.
Durante el breve reinado de Theon Greyjoy en Invernalia, Rickon y Bran se escondieron en las criptas. Más adelante, Invernalia fue saqueada e incendiada por Ramsay Bolton, y los Reed separaron a los dos hermanos para protegerles. La mujer salvaje Osha se llevó a Rickon y a Peludo a un destino desconocido. Posteriormente, lord Davos Seaworth como Mano del Rey Stannis es encargado de recuperarlo por parte de lord Manderly, Señor de Puerto Blanco y abanderado de la Casa Stark y que ha logrado encontrar su ubicación, probablemente en Skagos.
En la serie de TV, Rickon muere en el noveno episodio de la sexta temporada, asesinado por Ramsay Bolton.

### Benjen Stark
Benjen Stark es el hijo menor de Lord Rickard Stark y hermano de Brandon, Eddard y Lyanna. Es un hermano juramentado de la Guardia de la Noche y ostenta el cargo de Primer Explorador, es decir, líder de los exploradores de la Guardia. Benjen era descrito como un hombre delgado y rasgos afilados, con el cabello y los ojos típicos de los Stark.
Benjen fue el menor de los hijos de Lord Rickard Stark. Desde niño estuvo muy unido a su hermana Lyanna y ambos solían practicar la esgrima juntos. Ya de joven, Benjen y Lyanna acudieron al Torneo de Harrenhal, donde Benjen se burló de su hermana cuando la vio llorar al escuchar una de las canciones del príncipe Rhaegar Targaryen; ella respondió arrojándole una copa de vino. En ese mismo torneo escuchó a un reclutador de la Guardia de la Noche, y desde ese mismo momento quiso unirse a ella. Benjen se uniría a la Guardia poco después de la Rebelión de Robert, cuando su hermano Eddard tomó posesión de Invernalia.
Benjen escribe una carta a su hermano Eddard hablándole de la mala situación de la Guardia de la Noche y de las actividades de Mance Rayder. Cuando el rey Robert Baratheon visita Invernalia, Benjen está presente. Jon Nieve, hijo bastardo de su hermano, le pide que le deje unirse a la Guardia, aunque Benjen insiste en que Jon aún es muy joven. Finalmente Jon parte hacia el Muro acompañado de Benjen, Tyrion Lannister y otros reclutas.
El Lord Comandante Jeor Mormont envía a Benjen y otros exploradores para localizar a Ser Waymar Royce, un explorador perdido. Después de que Benjen y su partida no regresen, localizan a varios cadáveres de la expedición de Benjen. Hallándose en paradero desconocido, su desaparición es una de las motivaciones para la Gran Expedición del Lord Comandante Mormont.
En la sexta temporada de la adaptación televisiva (que ya no sigue el rumbo marcado por los libros, al haberlos adelantado), Benjen reaparece para salvar a su sobrino Bran Stark y a Meera Reed de los espectros comandados por los Caminantes Blancos. Se revela el por qué de su desaparición: su expedición fue atacada por los Caminantes Blancos y uno de ellos le atravesó con su espada, pero antes de que se convirtiese en un espectro más fue hallado por los Hijos del Bosque. Estos detuvieron su transformación clavándole una hoja de vidriagón (obsidiana) en el pecho, de manera análoga a cómo estos convirtieron a uno de los Primeros Hombres en el Rey de la Noche (el primero y más poderoso de los Caminantes Blancos) para que les protegiera de los humanos. Benjen se convierte entonces en un ser a medio camino entre un humano y un Caminante Blanco, similar al enigmático Manosfrías de la saga literaria, y con el propósito de guiar y proteger a Bran en su tarea de reemplazar al Cuervo de tres ojos y detener a los Caminantes.
En la séptima temporada, Benjen se reencuentra con su sobrino Jon más allá del muro y lo salva de una muerte segura dándole su caballo y sacrificandose por el para que pueda escapar de los Caminantes Blancos.

## Miembros históricos
- Brandon el Constructor: según la leyenda de la obra es el fundador de la Casa Stark y el responsable de la construcción de Invernalia y el Muro, según se dice, aliándose con los Hijos del Bosque.

- Brandon el Rompedor: según la leyenda de la obra, fue el Rey en el Norte que se alió con el Rey-más-allá-del-Muro Joramun para derrotar al Rey de la Noche.

- Theon el Lobo Hambriento: Rey en el Norte que recibió dicho apodo debido a que durante su reinado el Norte se vio sumido en una constante guerra y en un crudo invierno.

- Brandon el Navegante: Rey en el Norte que partió en una expedición más allá del Mar del Ocaso y que nunca regresó.

- Brandon el Incendiario: Rey en el Norte que sucedió a su padre, Brandon el Navegante. Al enterarse de su desaparición, Brandon ordenó quemar la flota, siendo la última vez que los Stark contaron con flota propia.

- Brandon el Sin Hija: Rey en el Norte cuya hija fue secuestrada por el legendario Bael el Bardo. La hija regresó posteriormente, con un hijo del propio Bael.

- Edrick Barbanevada: Rey en el Norte. Durante su vejez, la Guarida del Lobo fue capturada por esclavistas, los cuales no serían expulsados hasta el reinado de su bisnieto.

- Brandon Ojos de Hielo: Rey en el Norte que arrebató el control de la Guarida del Lobo a unos esclavistas, entregándosela a los propios esclavos.

- Rodrik: Rey en el Norte que arrebató el control de la Isla del Oso a los Hombres del Hierro.

- Jon: Rey en el Norte que expulsó a unos piratas que se asentaron en la desembocadura del río Cuchillo Blanco. Esas tierras fueron entregadas posteriormente a la Casa Manderly.

- Karlon: Hermano del Rey en el Norte, fue el fundador de la Casa Karstark.

- Harlon: Rey en el Norte que sometió la última de las rebeliones de la Casa Bolton.

- Osric: fue elegido Lord Comandante de la Guardia de la Noche con 10 años, unos 400 años antes de la Guerra de la Conquista.

- Torrhen: último Rey en el Norte, se arrodilló ante Aegon el Conquistador al observar su poderoso ejército y sus dragones. Aegon permitió a Torrhen conservar el señorío de Invernalia y le nombró Guardián del Norte.

- Brandon el Bullicioso: posiblemente hijo de Torrhen, fue su sucesor y segundo señor de Invernalia tras la Guerra de la Conquista.

- Brandon el Jactancioso: señor de Invernalia durante los primeros años de reinado de Jaehaerys I, de quien era un firme partidario y falleciendo en un viaje de retorno desde Desembarco del Rey hacia Invernalia.

- Walton: señor de Invernalia, dirigió una expedición contra el Muro durante una revuelta de la Guardia de la Noche. Falleció a manos de gigantes cuando se internó más allá del Muro.

- Alaric: señor de Invernalia, sucedió a Walton y recibió a la gran comitiva del rey Jaehaerys, y, posteriormente, a la reina Alysanne. Se opuso a la entrega de tierras a la Guardia de la Noche en lo que se conoció como el «Agasajo».

- Ellard: señor de Invernalia durante la última parte del reinado de Jaehaerys I, en el Gran Consejo para decidir al sucesor de este apoyó a Laenor Velaryon, si bien resultaría elegido el futuro Viserys I Targaryen.

- Rickon: señor de Invernalia durante el reinado de Viserys I y padre de Cregan Stark.

- Cregan el Viejo del Norte: señor de Invernalia durante los reinados de Viserys I, Aegon II, Aegon III, Daeron I y Baelor I. Durante la Danza de los Dragones apoyó a Rhaenyra y fue, brevemente, Mano del Rey de Aegon III.

- Jonnel el Tuerto: sucedió a su padre Cregan como señor de Invernalia y Guardián del Norte. Sin hijos, fue sucedido por su hermano Barthogan.

- Barthogan: hijo de Lord Cregan Stark, fue señor de Invernalia durante el reinado de Daeron II Targaryen, sucediendo a su hermano Jonnel. Falleció mientras sofocaba una rebelión de la isla de Skagos.

- Brandon (hijo de Cregan): sucedió a su hermano Barthogan como señor de Invernalia. Puso fin a la rebelión de Skagos, durante la cual había muerto su hermano.

- Rodwell: señor de Invernalia durante el reinado de Daeron II.

- Beron: señor de Invernalia durante el reinado de Aerys I Targaryen. Durante su gobierno hizo frente a una rebelión de la Casa Greyjoy contra el Trono de Hierro, falleciendo durante la misma.

- Donnor: señor de Invernalia, tras la muerte de su padre Beron se produjo una crisis sucesoria en el Norte que culminó con el ascenso de Donnor.

- Rodrik el Lobo Errante: hijo de Lord Beron Stark, se unió a la compañía mercenaria de los Segundos Hijos.

- Willam: sucedió a su hermano Donnor Stark como señor de Invernalia. Falleció combatiendo la invasión del Rey-más-allá-del-Muro Raymun Barbarroja en el año 226 DC.

- Artos el Implacable: hijo de Lord Beron Stark, sucedió a su hermano Willam como señor de Invernalia tras la muerte de este en la Batalla del Lago Largo.

- Edwyle: hijo de Lord Willam Stark, sucedió a su tío Artos, gobernando durante los reinados de Maekar I Targaryen, Aegon V Targaryen y Jaehaerys II Targaryen.

- Rickard: hijo de Lord Edwyle Stark, fue señor de Invernalia durante el reinado de Aerys II Targaryen. Murió quemado en Desembarco del Rey por orden del rey Aerys.

- Brandon (hermano de Ned): hijo mayor y heredero de Lord Rickard, estuvo comprometido con Catelyn Tully. Murió ejecutado en Desembarco del Rey por orden del rey Aerys II Targaryen.